# Spokojewka
Spokojewka (ros. Спокоевка) – chutor w zachodniej Rosji, w sielsowiecie wysokskim rejonu miedwieńskiego w obwodzie kurskim.

## Geografia
Miejscowość położona jest 8 km od centrum administracyjnego sielsowietu (Wysokoje), 12 km na północny zachód od centrum administracyjnego rejonu (Miedwienka), 26 km na południowy zachód od Kurska, 5,5 km od drogi magistralnej (federalnego znaczenia) M2 «Krym».
W chutorze znajduje się 14 posesji.
Klimat
Miejscowość, jak i cały rejon, znajduje się w strefie klimatu kontynentalnego z łagodnym ciepłym latem i równomiernie rozłożonymi opadami rocznymi (Dfb w klasyfikacji klimatów Köppena).

## Demografia
W 2010 r. chutor zamieszkiwało 9 osób.